# ヘンリー・ウィラビー (第5代ミドルトン男爵)

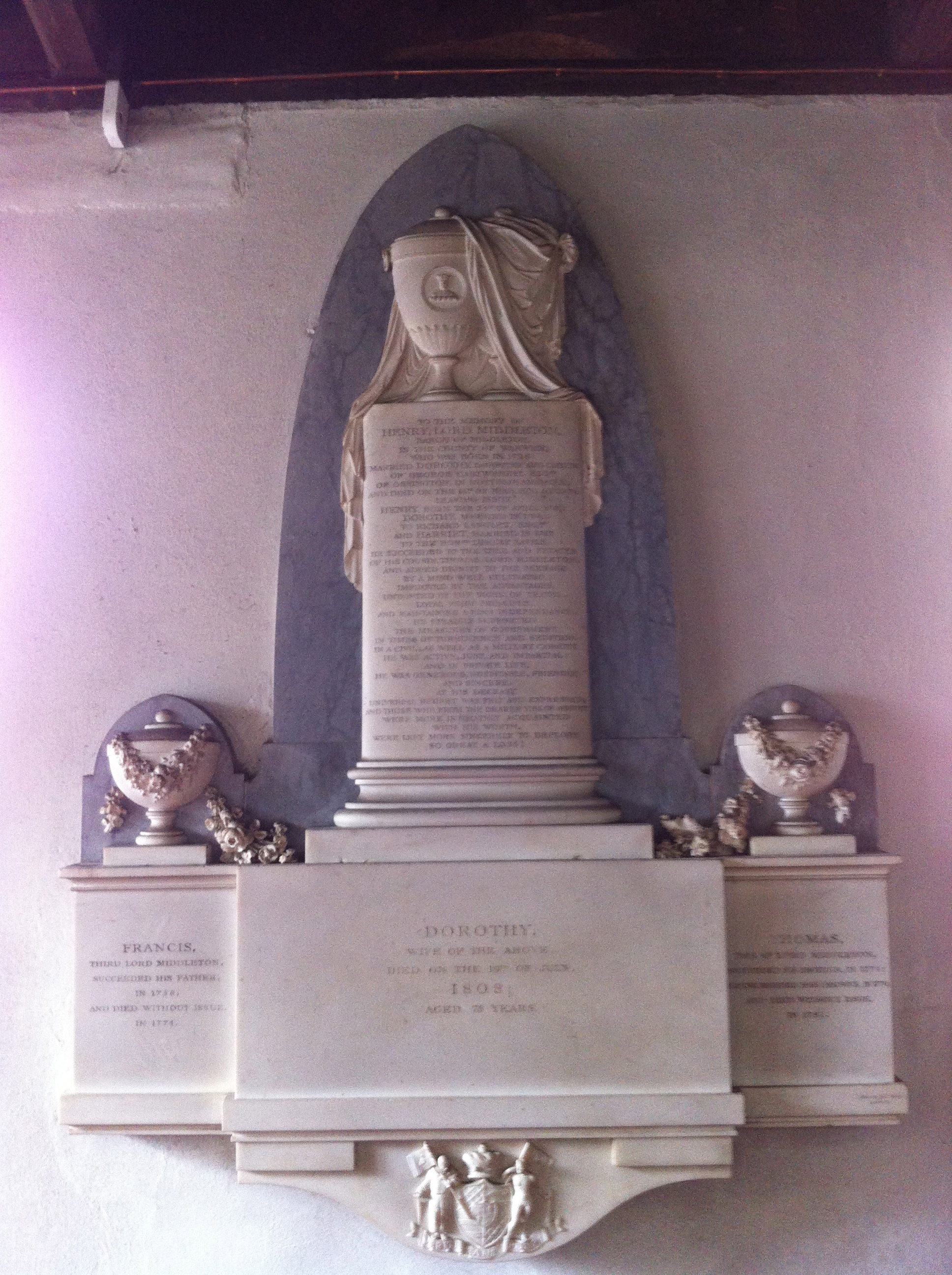
ウォラトンのセント・レオナーズ教会にある第5代ミドルトン男爵の記念碑、2013年撮影。

第5代ミドルトン男爵ヘンリー・ウィラビー（英語: Henry Willoughby, 5th Baron Middleton FRS、1726年12月19日 – 1800年6月14日）は、グレートブリテン貴族。

## 生涯
トマス・ウィラビー閣下（1742年12月2日没、初代ミドルトン男爵トマス・ウィラビーの息子）と妻エリザベス（Elizabeth、旧姓サウスビー（Southby）、1752年4月25日没、トマス・サウスビーの娘）の長男として、1726年12月19日にヨークで生まれ、1727年1月4日にヨーク・ミンスターで洗礼を受けた。1745年5月2日、ケンブリッジ大学ジーザス・カレッジに入学した。
1757年、ヨークシャー州長官を務めた。
1781年1月19日に伯父フランシスの息子トマスが死去すると、その遺産とミドルトン男爵位を継承した。
1787年1月25日、王立協会フェローに選出された。
1800年6月14日に死去、同名の息子ヘンリーが爵位を継承した。ウォラトンのセント・レオナーズ教会に第5代ミドルトン男爵の記念碑がある。

## 家族
1756年12月25日、ドロシー・カートライト（Dorothy Cartwright、1808年7月19日没、ジョージ・カートライトの娘）と結婚、1男3女をもうけた。
- ドロシー（1758年7月13日[6] – 1824年4月13日） - 1784年11月24日、リチャード・ラングリー（Richard Langley）と結婚
- ヘンリー（1761年4月24日 – 1835年6月19日） - 第6代ミドルトン男爵[1]
- ヘンリエッタ（1766年6月30日 – 1846年2月26日） - 1787年6月14日、第6代スカーバラ伯爵リチャード・ラムリー＝サンダーソンと結婚、子供なし[7]
- カサンドラ（Cassandra、1770年4月1日[6] – ?）